# Museo Artsakh
Il Museo Artsakh è il museo storico nazionale della Repubblica del Nagorno Karabakh con sede a Stepanakert.
Il museo offre raccoglie circa 30.000 reperti dall'età della pietra ai giorni nostri nonché una collezione  manoscritti cristiani. Vi è anche una sezione moderna che raccoglie reperti a partire dal XIX secolo nonché testimonianze della liberazione dopo la prima guerra del Nagorno-Karabakh.

## Storia
Il museo è stato fondato nel 1938 allorché gli scavi dell'archeologo tedesco Hummel portarono alla luce numerosi reperti che fu deciso di catalogare ed esporre al pubblico. In seguito sono state aperte piccole sezioni locali negli altri capoluoghi di provincia dello stato.